# Антонов Ан-26
Ан-26 e военно-транспортен самолет, разработен в КБ Антонов. Той е модификация на изходния модел Ан-24Т. Благодарение на голямата си ширина на товарния люк (2,4 m) и специална товарна рампа е възможно удобното товарене, както от земята, така и от товарен автомобил, което значително ускорява и облекчава товаро-разтоварните работи.
Аеродинамичната схема по която е построен Ан-26 е – високоплан (горноплощник) с еднокилево оперение, опашен товарен люк и с два турбовитлови двигателя (Ан-24ВТ). Разполага и с един допълнителен реактивен двигател (Ру-19-А300), поставен в дясната гондола на основния двигател. В Китай се пуска Y-14, подобен на Ан-26, но без лицензи.
Модификацията Ан-26-100 се използва като пътнически самолет с вместимост на салона 43 места.

## Катастрофи
По данни към февруари 2021 година са загубени 168 самолета от тип Ан-26.

## Характеристики
- размах на крилата – 29,2 m
- дължина на самолета – 23,8 m
- височина – 8,575 m
- екипаж – 4 – 5
- маса – 24 t
- маса без гориво – 22 t
- пълна товаримост – 5,5 t
- максимална скорост – 430 km/h
- дължина на полета с пълна товаримост и пълен резервоар – 740 km
- разход на гориво – 1000 kg/h

Модификации: Ан-26; Ан-26Б; Ан-26-100; Ан-26Б-100.